# 工廠

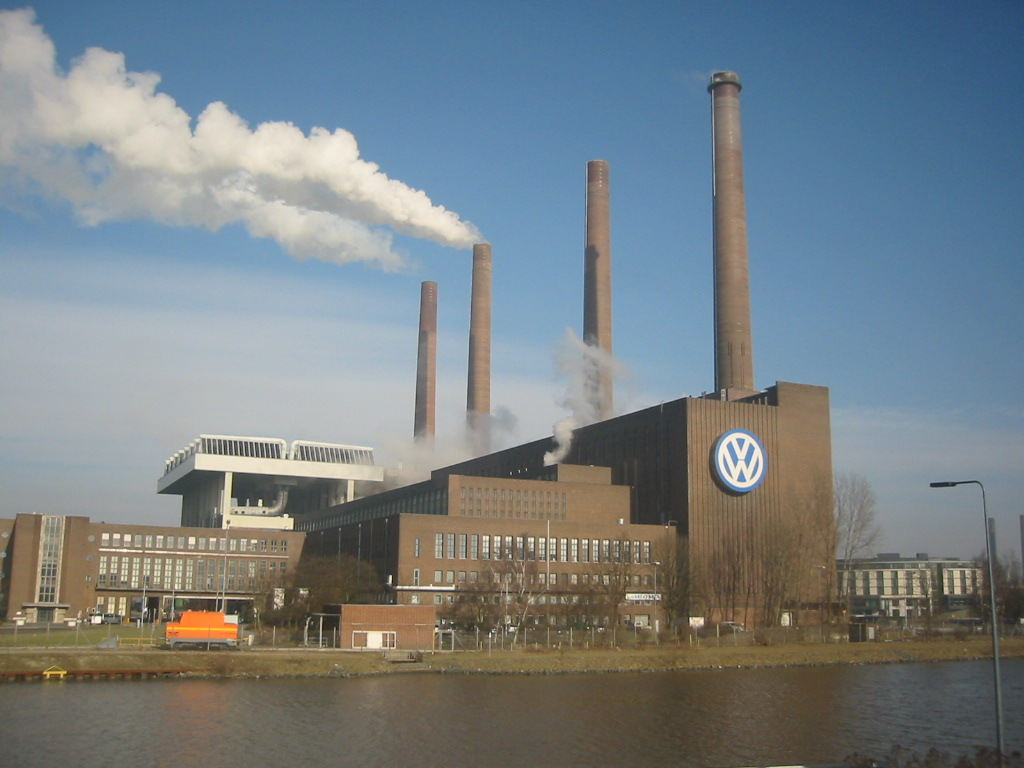
典型的工廠，圖為福斯汽車的工廠

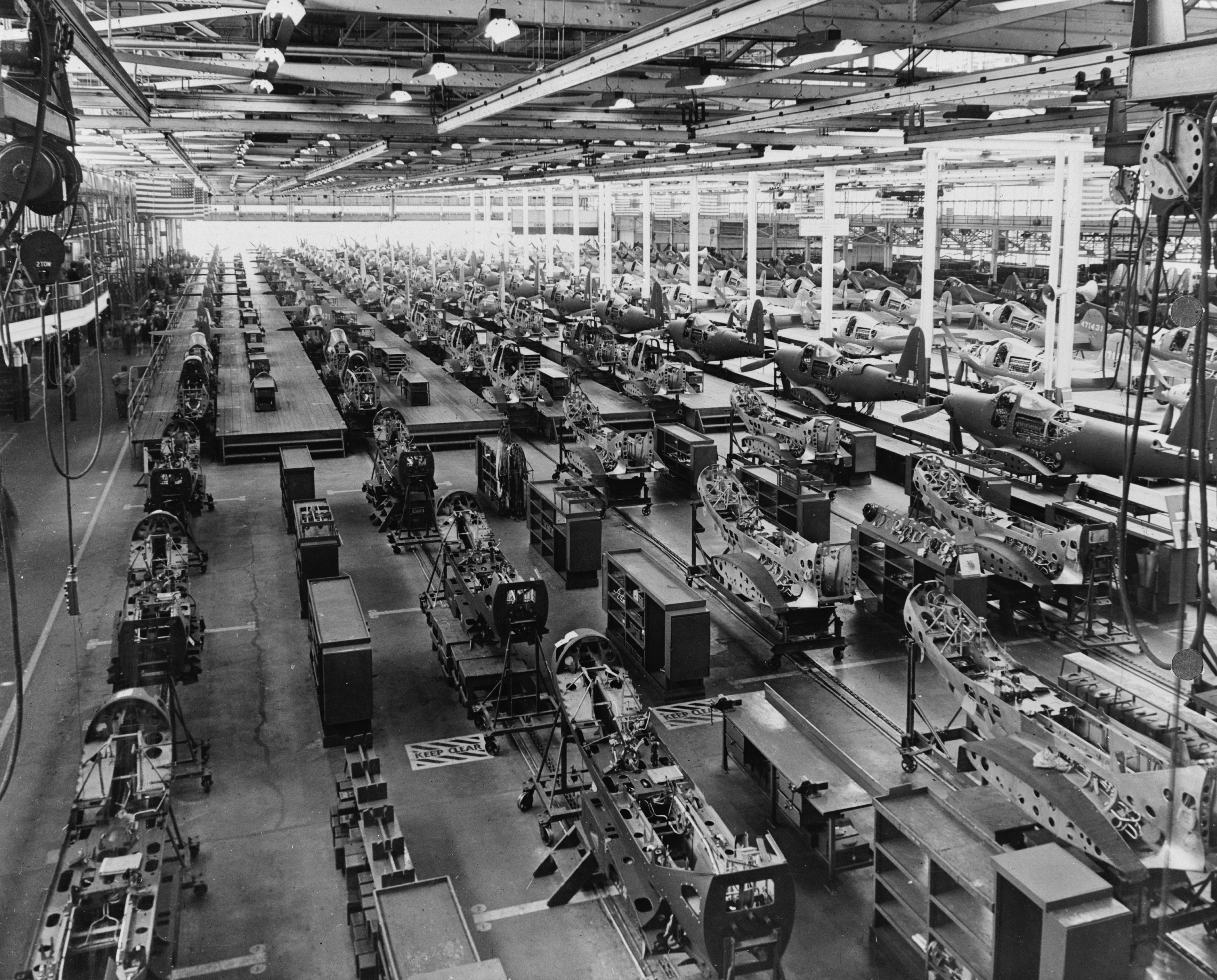
一般工廠的內景

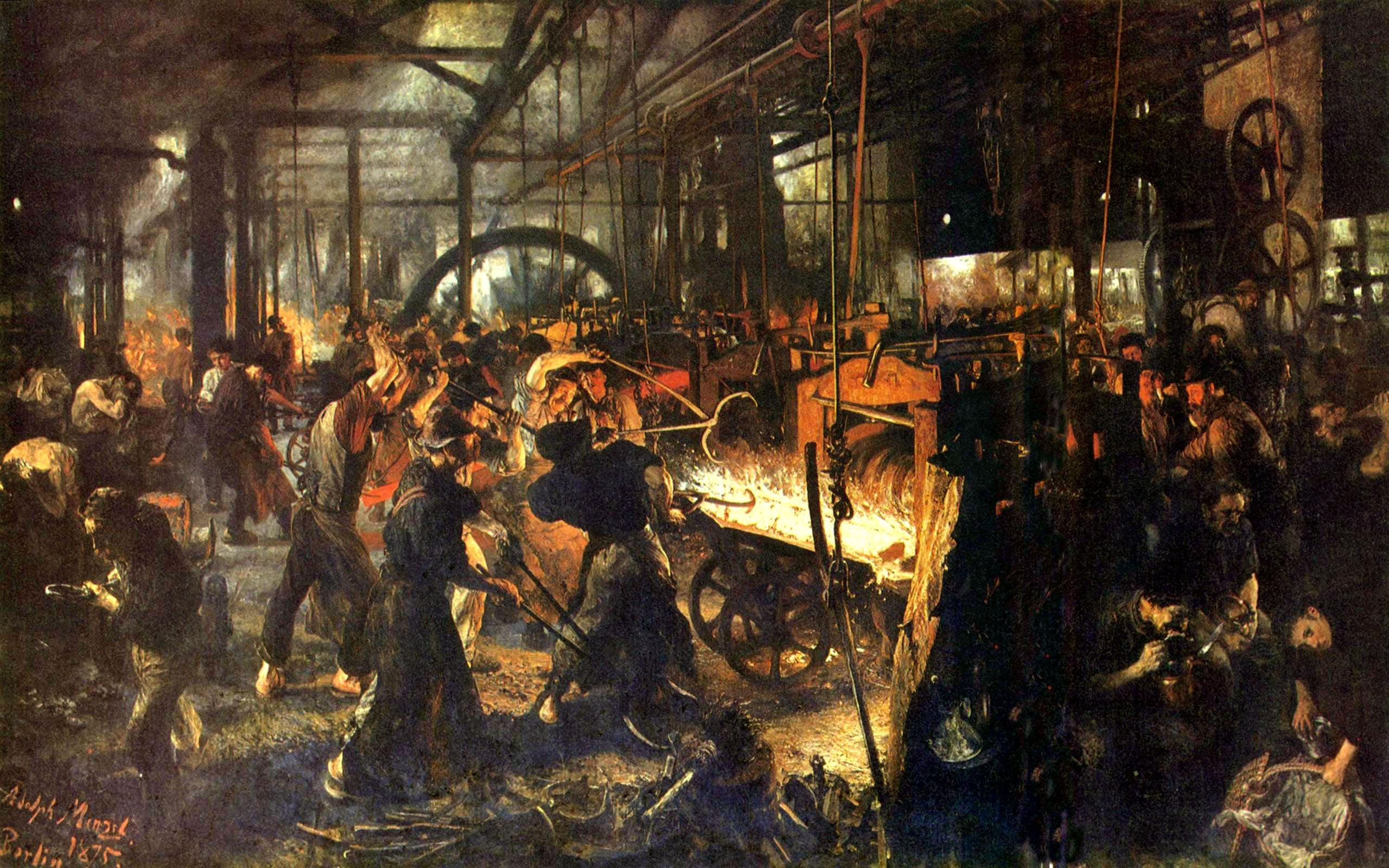
阿道夫·馮·門采爾所畫工業革命初期的工廠油畫

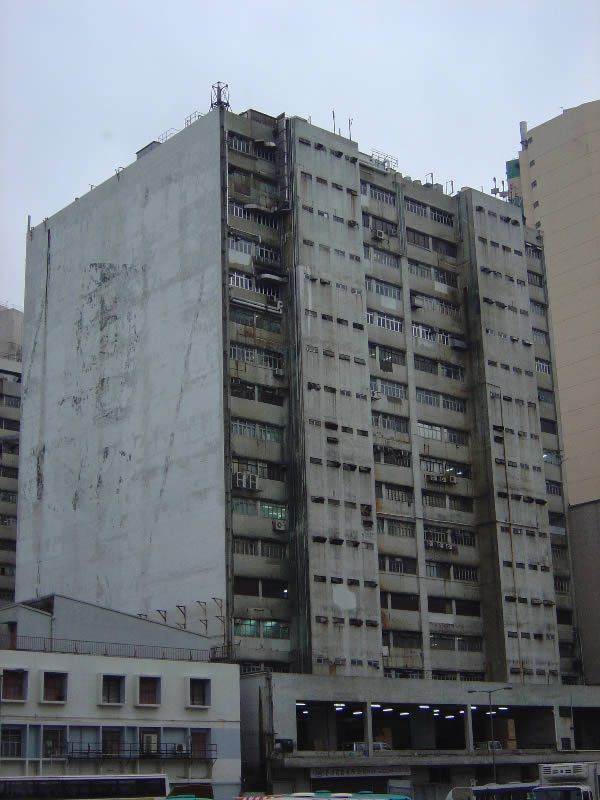
一所座落於香港的多層工廠

工厂，也叫制造厂或生产工厂是一个工业场所，通常是由几个充满机器的建筑物组成的综合体，在那里工人制造产品或操作机器将每个产品加工成另一个产品。它们是现代经济生产的重要组成部分，世界上大多数商品都是在工厂里制造或加工的。
工业革命期间，由于资本和空间需求对家庭手工业或作坊来说太大，机器的引进导致了工厂的出现。早期的工厂只有少量的机器，比如一两头纺纱机，以及不到12名工人，这些工厂被称为“美化车间”。
大多数现代工厂都有大型仓库或类似仓库的设施，其中包含用于装配线生产的重型设备。大型工厂往往位于多种交通方式的交汇处，有些工厂有铁路、公路和水上装卸设施。在一些国家，如澳大利亚，通常把工厂建筑称为“棚屋”（英語：Shed）。
工厂可以生产个别产品，也可以生产其他产品的材料，如化学制品、纸浆和纸张或成品油。制造化学品的工厂通常被称为化工厂，它们的大部分设备——罐、压力容器、化学反应堆、泵和管道——都在室外，从控制室操作。炼油厂的大部分设备都在室外。
离散产品可能是最终产品，或在其他地方制造成最终产品的零部件和组件。工厂可以从其他地方获得零部件，或者用原材料制造零部件。连续生产工业通常使用热能或电能，将原材料流转化为成品。

## 早期

### 中國
普遍相信古代中国首先出现工厂，早期的手工厂以铸造红铜、青铜和铁等金属为主。龙山文化的陶寺遗址已经出现了一些作工复杂的铜器，可能已经出现了专门的铸铜工业部门。河南二里头遗址已经出现了官营工商业，铸铜作坊内有浇铸工厂，陶范烘焙工坊、陶窖等也一应俱全。2003年，考古工作者在安钢进行考古发掘时，发现了一个商代后期铸造青铜器的工厂，那个工厂现场有一个铸造青铜器的内范，而这个内范表明它是一件圆形青铜器，这个圆形青铜器的口径达到1.6米，比司母戊鼎要大得多，如果它是一个圆形的鼎，则比司母戊鼎壮观多了。商代的纺织业较为发达，并出现了原始瓷器，亦可能已有相应的工厂。山东北部沿海地区则发现了晚商西周时期的煮盐作坊及相应的生产组织。《周礼》记载了周代官营工商业的情况。民营的作坊、工场、小型工厂则在春秋战国时期（770-221 BC）就出现了。战国时期齐国的首都临淄的工商业非常发达，既有田氏家族经营的工业作坊亦有民营作坊。到了宋代（960-1279 AD），商品流通进一步发展，甚至出现了世界最早的纸币，为适应商品市场的需要，出现了更多的民营小型工厂，如瓷器、冶炼、造纸、印刷、造船等专业工厂。而宋朝官方也有官营的兵器工厂，如北宋初期的弓弩院、造箭院各有工匠一千多人。宋代虽有民营手工厂，但是官营手工业规模较大，其工人数量和产品数量一般民营手工业难以企及。

### 歐洲
歐洲史上雖然在古羅馬時代已經出現類似工廠的組織，但是真正出現工廠這個英文單词的时间是西元1104年，地点是意大利威尼斯的造船廠。工廠出現的時間比工業革命早上了數百年。在造船廠中船隻以裝配線的形式在生產線上由組件裝嵌而成。一隻船需用約一天建造，而工廠全盛時期曾有超過16,000名員工。
英國伯明翰的蘇豪製造廠（Soho Manufactory，1761至1990年）被公認為全球首座現代工廠。

## 發展
最初的工廠（例如在18世紀建於英國殖民地的工廠）並沒有大型的自動化機器。那時的工廠純粹是讓一大群從事手工業（如紡織業）的工人聚集起來，一起進行生產。這種做法令工序易於管理，而原料也能更有效地分配。
直到動力織布機和蒸汽機等機械發明後，開始出現以機器生產的工廠。機械和可替換的零件使生產較有效率和減少廢品。工厂的大量出现，是工业革命的特征。
亨利·福特在20世紀初創立了流水線生產模式，使工廠的發展又向前邁進了一步。這種模式的特點是每組工人只負責某產品生產的一項工序。它大大地減低了生產成本，且為後來的消費時代奠下了基礎。
20世紀中後期，兩項新的技術為工廠的發展提供了新的出路：
- 先進統計學原理及方法來達成產品的品質管理。該技術進一步提高了生產的成本效率以及產品質量，此理論最先由美國人愛德華茲·戴明提出，但是並未在本國受到重視，而是在他協助重建的日本開始推行，日本戰後重建的成功經驗讓世界各國開始重視此理論的運用，並引導出成本-效果比較研究這門學問。
- 1970年代後機器人的廣泛使用。電腦控制的機械能快捷且準確地執行一些簡單的工序，有效減低人為錯誤帶來的影響，除此之外機器可全天候運作更加強了工廠生產效率以及勞工成本。

一些人推測未來的工廠將包括快速成型技術及納米科技甚至是地球軌道上之零重力設施。

## 選址
在大眾運輸普及之前，工廠需要設置於工人密集之處。故早期的工廠多設於城市之中，甚至有隨著工廠建設而產生城市發展的事。工廠之間亦傾向於互相集結──很多時候一所工廠的成品或廢物能成為另一所工廠的原料。
後來，運河和鐵路等運輸網絡隨著工廠的繁榮而不斷擴大，工廠亦開始建於就近廉價能源、原料或市場之地。運輸網絡完善也是工廠選址的考量之一：曾有工廠建於四野無人但交通連接方便之地，結果成功發展並獲得豐厚利潤。
由於工廠一般會產生污染，近年很多工廠都改建於經專門規劃的市郊地區，工人則於住宅區及工廠之間通勤。
全球化使工廠選址更具彈性。一些發展中國家（如中國）便成立經濟特區，在區內發展工廠設施以振興工業。外判等理念亦使在極少工業化的地區開設工廠變得更為可行。

## 管理
工廠的生產過程對管理技術的需求非常高，使很多管理理論產生出來。一般而言，工廠管理涉及將低、中、高技術工人以及主管、經理等人士作分級管理。

## 參閱
- 工業工程
- 生產管理
- 工業園區
- 工業革命
- 製造業
- 自動化
- 勞工
- 家庭代工
- 山寨